# Oleg Fedoseyev
Oleg Fedoseyev (Unión Soviética, 4 de junio de 1936-14 de junio de 2001) fue un atleta soviético, especializado en la prueba de triple salto en la que llegó a ser subcampeón olímpico en 1964.

## Carrera deportiva
En los JJ. OO. de Tokio 1964 ganó la medalla de plata en el triple salto, logrando llegar a 16.58 metros, quedando en el podio tras el polaco Józef Szmidt (récord olímpico con 16.85 m) y por delante del también soviético Victor Kravchenko (bronce con 16.57 m).